# Splendeuptychia pagyris
Splendeuptychia pagyris är en fjärilsart som beskrevs av Jean Baptiste Godart 1823. Splendeuptychia pagyris ingår i släktet Splendeuptychia och familjen praktfjärilar. Inga underarter finns listade i Catalogue of Life.